# Santiago Airport (flygplats i Bolivia)
Santiago Airport är en flygplats i Bolivia.   Den ligger i departementet Beni, i den centrala delen av landet, 400 km norr om huvudstaden Sucre. Santiago Airport ligger 163 meter över havet.
Terrängen runt Santiago Airport är mycket platt. Trakten runt Santiago Airport är nära nog obefolkad, med mindre än två invånare per kvadratkilometer..
I omgivningarna runt Santiago Airport växer i huvudsak städsegrön lövskog.